# Episodi de Il commissariato Saint Martin (sesta stagione)
La sesta stagione della serie televisiva Il commissariato Saint Martin è stata trasmessa in anteprima in Francia dalla France 2 tra il 29 marzo 2002 e il 22 novembre 2002.
| nº | Titolo originale     | Titolo italiano | Prima TV Francia | Prima TV Italia |
| -- | -------------------- | --------------- | ---------------- | --------------- |
| 1  | Viol en G.A.V.       |                 | 29 marzo 2002    |                 |
| 2  | Agressions           |                 | 5 aprile 2002    |                 |
| 3  | Néonazis             |                 | 12 aprile 2002   |                 |
| 4  | Taupe                |                 | 19 febbraio 2002 |                 |
| 5  | Gang de filles       |                 | 26 aprile 2002   |                 |
| 6  | Chien méchant        |                 | 3 maggio 2002    |                 |
| 7  | Police en danger     |                 | 18 ottobre 2002  |                 |
| 8  | Poison               |                 | 25 ottobre 2002  |                 |
| 9  | Squelettes           |                 | 1º novembre 2002 |                 |
| 10 | Sensations fortes    |                 | 8 novembre 2002  |                 |
| 11 | Couples              |                 | 15 novembre 2002 |                 |
| 12 | La pilule de l'oubli |                 | 22 novembre 2002 |                 |